# Лазар Јеремић
Лазар Јеремић (Смедерево, 27. јануар 1993) је српски фудбалер најпознатији по учешћу у више ријалити програма. Учествовао је у ријалитију Малдиви, као и у неколико сезона Задруге. Био је у вези са малијском манекенком Ејми Аминатом, као и са хрватском старлетом Наташом Москвом. Фудбалску каријеру је започео у ФК Смедерево 1924. Игра у нижим лигама српског фудбала.

## Каријера
- ФК Смедерево 1924
- ФК Михајловац
- ФК Цар Константин
- ФК Раковица
- ФК Телеоптик
- ФК Горажде
- ФК Звијезда 09
- ФК Полимље
- ФК Вршац
- РФК Нови Сад 1921[4]
- ФК Мала Крсна
- ФК Јединство Руменка
- ФК Нови Сад (2021)[5]